# 德山秀典
德山秀典（日语：／ Tokuyama Hidenori，1982年1月30日—），本名小柳秀典，日本男演員，歌手。東京都杉並區出身。堀越高等學校畢業。同時任為樂隊"eroica"的主音。所属事務所為GORDIE ENTERTAINMENT。

## 主要作品

### 電視劇
- 八代將軍吉宗（1995年） - 飾演 田安宗武(少年)
- 我們的勇氣 未滿都市(1997年10月 -12月)
- 世紀末の詩 第6集 （1998年） - 飾演 真中徹
- 麻辣教師GTO（1998年7月 - 9月） - 飾演 依田健司
- 20歲結婚(2000年7月) - 飾演柏木茂樹
- 不良少年回母校（2003年10月 - 12月） - 飾演 久米貴明
- HOLYLAND（2005年4月 - 6月） - 飾演 伊沢真崎
- 假面騎士KABUTO（2006年1月 - 2007年1月） - 飾演 矢車想 /假面騎士TheBee（初代）（聲演）/假面騎士KickHopper（聲演）
- 快感職人 第6集（2006年8月26日）- 飾演 成瀨洋司
- 新美味關係（2007年1月） - 飾演 岡星良三
- 假面騎士電王 第27-28集（2007年8月5日） - 異魔神（聲演）（友情演出)
- 熱血ニセ家族（2007年、TBS） - 飾演 朝倉数馬
- 炎神戰隊轟音者（2008年2月 - 2009年2月、朝日電視台） - 飾演 須塔大翔/轟音金（聲演）
- SMILE（2009年、TBS） - 飾演 河井金太
- 假面騎士DECADE 第2-3集（2009年） - 假面騎士 KickHopper（聲演）（友情演出)
- 子育てプレイ&MORE（2009年7月 - 9月、毎日放送） - 飾演 七瀬ヒカル
- 旁聽控09 第7集（2009年12月3日） - 飾演 久保貴史
- 柳生武芸帳（2010年1月2日） - 飾演 德川家光
- 靛青之夜（2010年1月 - 4月） - 飾演 空也
- あり得ない!  第7集（2010年2月24日） - 飾演 米倉真治
- 警視庁失蹤人捜査課 第4集（2010年5月7日） - 飾演 立花智也
- 法医学教室の事件ファイル 31（2010年9月25日） - 飾演 稲尾翔太
- 櫻花心中（2011年1月 - 4月） - 飾演 高梨比呂人
- 花樣少年少女2011（2011年1月 - 4月） - 飾演 奧斯卡・M・姫島（姫島正夫）
- 怪盗ハンサム（2011年7月29日、東海テレビ） - 飾演 伊達公彥
- 戦国BASARA-MOONLIGHT PARTY-（2012年7月 -、毎日放送） - 飾演 片倉小十郎
- 高校入試（2012年10月 - 12月、富士電視台） - 飾演 小西俊也
- 毒<ポイズン> 第6集（2012年11月8日、讀賣電視台） - 飾演 大杉
- 除惡幫陣八 第1-2集（2013年1月10日、17日、讀賣電視台） - 飾演 雨宮一輝
- 潛入偵探蜥蜴 第5集（2013年5月16日、TBS） - 飾演 星矢
- 只要吃（2013年7月 - ） - 飾演 桐生誠
- 山田君與7人魔女（2013年8月 - ） - 飾演 山崎春馬
- 碧海長夏 碧之海 Long Summer  碧の海〈2014-06-30(日本)富士台午間劇〉-飾演 新垣航太
- 《假面騎士ZI-O》第37-38話-矢車想/假面騎士Kick hopper/另類Kabuto 飾 (聲演)
- 麻辣教師GTO Revival（2024年4月1日，CX） - 飾演 依田健司

### 電影
- 走火入魔（2000年） - 飾演 小暮昌樹
- 押切（2000年）
- Beautiful Dreamer（2000年）（友情客串）
- 早咲きの花（2006年）- 飾演 前田先生
- 假面騎士KABUTO GOD SPEED LOVE（2006年） - 飾演 矢車想
- 假面騎士電王 老子，誕生（2007年） - 異魔神（友情演出)
- 愛的言靈（2007年） - 飾演 大谷晉也
- 炎神戰隊轟音者BUNBUN!BANBAN!劇場BANG!!（2008年）  - 飾演 須塔大翔/轟音金（聲演）
- 炎神戰隊轟音者VS激氣連者（2009年，東映） - 飾演 須塔大翔/轟音金（聲演）
- 劇場版 假面騎士Decade 全騎士 VS 大修卡（2009年） - 假面騎士 KickHopper（聲演）（友情演出)
- いぬばか（2009年） - 飾演 飯田哲平
- スラッカーズ　傷だらけの友情（2009年） - 飾演 星山
- 侍戰隊真劍者VS轟音者 銀幕BANG!!（2010年） - 飾演 須塔大翔/轟音金（聲演）
- BADBOYS（2011年） - 飾演 杉本博和
- タナトス（2011年） - 飾演 リク
- あんてるさんの花（2012年）
- 派對從澡堂開始（2012年） - 飾演 花島

### 舞臺劇
- TOKYO JUNK CITY（2003年7月、新宿タイニイアリス）
- 阿修羅のごとく（2004年7月 - 8月、芸術座）
- Knock Out Brother -2005version-（2005年10月、池袋シアターグリーン・メインホール）
- 劇団たいしゅう小説家　『人生最良みたいな〜!日? 〜葬儀と結婚式が同じ日に?!〜』（2007年4月 - 5月、東京芸術劇場）
- 暗くなるまで待って（2007年9月12日 - 17日、北千住シアター1010）
- 眠狂四郎無頼控 (東京公演)（2010年5月）
- 真夜中のパーティー（2010年7月）
- スミレ刑事の花咲く事件簿（2011年5月）
- 「ホテル マジェスティック」～戦場カメラマン澤田教一 その人生と愛～（2013年3月）

### 廣告
- LOTTE「ブラック ブラックガム」（2006年）

### PV
- 德永英明「春の雪」（2011年）

## 唱片

### 單曲
- あふれる思い（1999年7月16日）
- ハックルベリー（1999年10月6日）
- Close To Me（2000年2月17日）
- FOR REAL（2000年5月17日）
- STILL TIME（2000年11月22日）
- 卒業（2001年2月7日）
- プロポーズ / 愛のまま永遠に（2011年8月24日）
- それは全部「愛」だった/I can't stop my heart（2012年7月18日）
- 僕等の道 / あの日の君に（2013年1月30日）
- 雨音のリズム（2017年5月9日）
- Hobbitz ファーストミニアルバム 24K（2017年6月）
- alive アルバム（2019年4月19日）

### 專輯
- One 17th（2000年3月29日）
- REAL TIME（2001年2月21日）
- puresoul（2012年8月29日）

### 迷你專輯
- score BeAt（2007年7月）
- Knows the pain（2008年9月）
- 愛唄（2009年4月）
- Stray Child（2009年4月）

## 個人寫真
- 德山秀典Sweater Book（2000年11月發售）　ISBN 452903478X
- 德山秀典MULTIPLE CHARACTER（2007年1月30日發售）　ISBN 4860102118
- 一つの心のいくつかの叫び（2010年3月14日發售）
- SHOUT（2010年3月14日發售）(555冊限定)
- little"y"ear（2011年8月30日發售）

## 外部連結
- 德山秀典blog(新)
- 德山秀典blog(舊) （页面存档备份，存于）
- 公式網站

| 前任： 堀秀行(聲演) （轟轟戰隊冒險者） | 日本超級戰隊系列金色戰士演員 炎神戰隊轟音者 2008年2月17日-2009年2月8日 | 繼任： 相馬圭祐 （侍戰隊真劍者） |